# ラブ・ダイアリーズ
『ラブ・ダイアリーズ』（Definitely, Maybe）は、2008年のイギリス・アメリカ・フランスのロマンティック・コメディ映画。監督はアダム・ブルックス、出演はライアン・レイノルズ、アイラ・フィッシャー、アビゲイル・ブレスリンなど。
日本では劇場未公開だが2009年9月2日からDVDレンタルが開始され、2010年にはWOWOWでも放送された。2011年6月22日にセルBlu-ray、2012年4月13日にセルDVDが発売されている。

## ストーリー
離婚間近のウィル（ライアン・レイノルズ）は幼い娘マーヤ（アビゲイル・ブレスリン）から妻とのなれそめを聞かれる。しぶしぶ応じたウィルは3人の女性について仮名で話をする代わりに、その3人のうち誰が妻（マーヤの母親）になったのかを当てさせることにした。3人の女性は、学生時代からの恋人エミリー（エリザベス・バンクス）、クリントン選挙事務所で同僚だったエイプリル（アイラ・フィッシャー）、そしてエミリーの親友でライターのサマー（レイチェル・ワイズ）。
複雑に絡み合うウィルの恋愛遍歴の果てにマーヤの母親になったのは誰なのか、マーヤはウィルの話を聞けば聞くほど分からなくなって行く。

## キャスト
※括弧内は日本語吹替
- ウィル・ヘイズ: ライアン・レイノルズ（藤原啓治）
- エイプリル: アイラ・フィッシャー（高橋理恵子）
- マーヤ・ヘイズ: アビゲイル・ブレスリン（宇山玲加）
- エミリー: エリザベス・バンクス（本田貴子）
- サマー・ハートリー: レイチェル・ワイズ（甲斐田裕子）
- ハンプトン・ロス: ケヴィン・クライン
- ラッセル: デレク・ルーク（高木渉）

## 作品の評価
Rotten Tomatoesによれば、148件の評論のうち高評価は70%にあたる104件で、平均点は10点満点中6.5点、批評家の一致した見解は「巧みな脚本とカリスマ性のある主演俳優たちが織りなす『ラブ・ダイアリーズ』は、ロマンティック・コメディというジャンルに新鮮さを与えてくれる作品である。」となっている。
Metacriticによれば、33件の評論のうち、高評価は20件、賛否混在は12件、低評価は1件で、平均点は100点満点中59点となっている。